# Alice Weidel
Alice Elisabeth Weidel (Gütersloh, 6 de febrero de 1979) es una política, economista y empresaria alemana, actual líder del partido político de extrema derecha Alternativa para Alemania (AfD) desde 2022, y desde 2017, diputada y líder del grupo parlamentario de su partido en el Bundestag.
Fue elegida por el congreso del partido para representarlo en las elecciones federales de 2017 junto a Alexander Gauland. Desde el 30 de noviembre de 2019, ha sido portavoz federal adjunta de su partido y, desde febrero de 2020, presidenta de la asociación estatal de la AfD en Baden-Wurtemberg. En las elecciones federales de 2025 fue la candidata de su partido a canciller, siendo esta la primera vez que la AfD presenta una candidatura para este cargo.

## Biografía
Creció en Harsewinkel y terminó en 1998 la educación superior en la CJD Versmold Abitur. Estudió Economía y Administración de Empresas en la Universidad de Bayreuth, donde se graduó en la Facultad de Derecho y Economía con una beca de la Fundación Konrad Adenauer. Trabajó en Goldman Sachs y Allianz Global Investors Europe en Fráncfort y pasó seis años en la República Popular China. Ahora trabaja como consultora de negocios para nuevas empresas.
Weidel, abiertamente homosexual y activista por el feminismo, vive con su pareja esrilanquesa y sus dos hijos en Suiza, pero está registrada en la casa de sus padres en Überlingen, cerca del lago de Constanza.

## Política

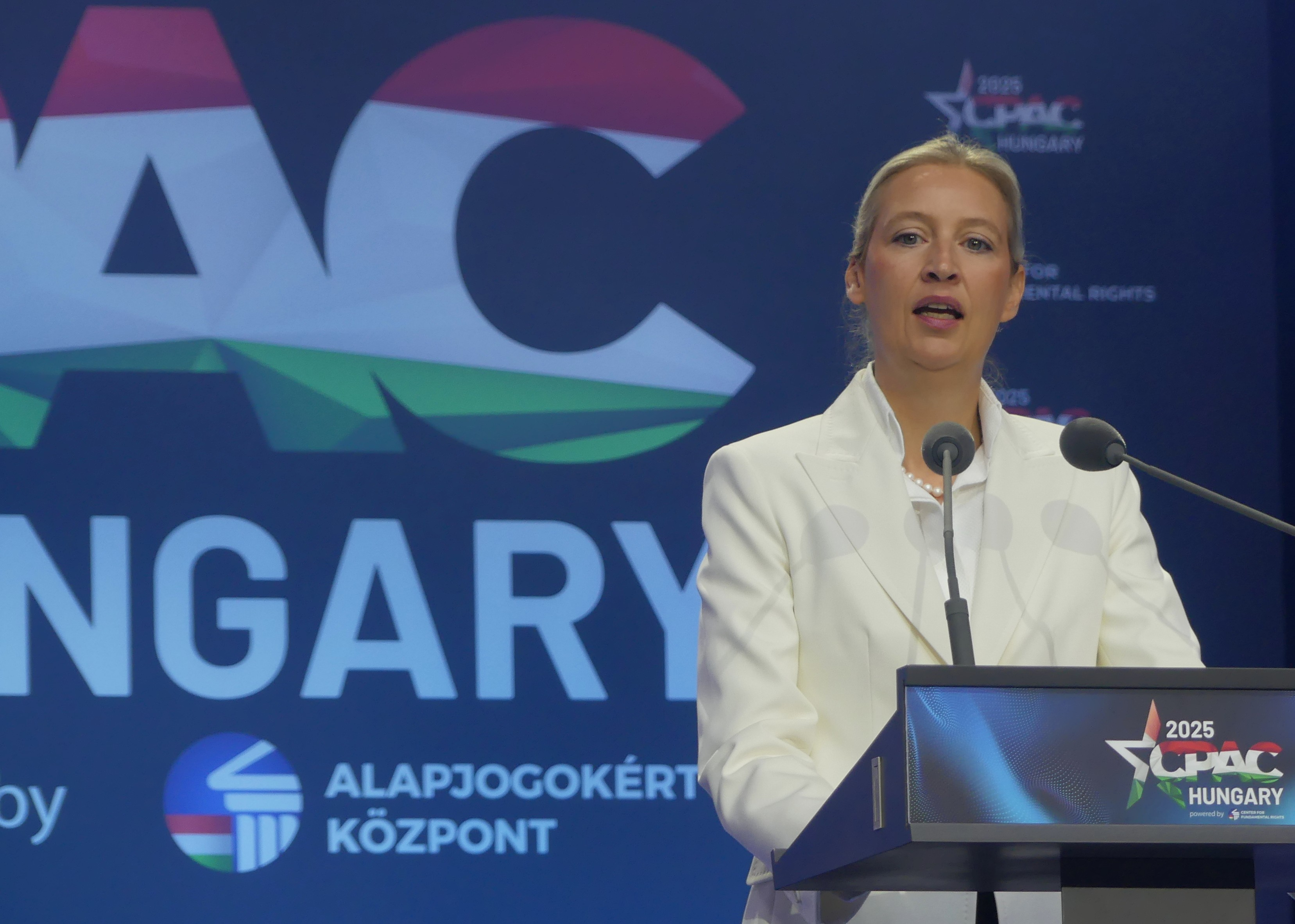
Addressing CPAC Hungary 2025

Definida como euroescéptica, cree en la necesaria eliminación del euro y la salida de Alemania de la Unión Europea, en caso de que no haya fuertes reformas. También quiere acabar con la política migratoria de la canciller Angela Merkel para frenar las consecuencias de la crisis migratoria.
Inicialmente miembro del Partido Democrático Libre (FDP), Weidel se unió a la Alternativa para Alemania en octubre de 2013. Según Weidel, se sintió atraída por el partido por primera vez debido a su oposición al euro. Fue elegida para el comité ejecutivo federal de la AfD en junio de 2015. En abril de 2017 fue elegida como candidata colíder del partido. Es la primera lesbiana en presentarse como candidata principal de su partido.
En diciembre de 2024, la directiva federal de la AfD, en momentos en que las encuestas nacionales posicionaban al partido como segunda fuerza política, propuso designar a Alice Weidel como candidata principal para las elecciones de 2025. Su candidatura a canciller fue confirmada en la conferencia federal del partido en Riesa. Es la primera vez que la AfD presenta su propio candidato a canciller en unas elecciones federales. 

### Posición política

#### Economía
Alice Weidel es económicamente liberal y admira a Margaret Thatcher.
Miembro de la Fundación Friedrich von Hayek, defiende una concepción monetarista que le hace considerar el gasto público y social como perjudicial. Lamenta «la carga que son los pobres y los emigrantes».

#### Religión
Ha declarado que la AfD es «el único partido cristiano que todavía existe» en Alemania.

#### Inmigración
Ha criticado las políticas de inmigración de Angela Merkel, afirmando que «esta política de inmigración destruirá el país. Donald Trump dijo que Merkel estaba loca y estoy totalmente de acuerdo. Es una forma de política completamente absurda la que se impulsa aquí».
Ha pedido al gobierno alemán que invierta en «zonas económicas especiales» de Medio Oriente para alentar a las personas educadas y capacitadas a permanecer en sus países de origen y evitar la posibilidad de fuga de cerebros, pero también dice que apoya un «sistema de estilo canadiense», lo que privilegiaría a los inmigrantes cualificados por encima de los no cualificados. Quiere que se juzgue a la canciller Angela Merkel por su política de acogida durante la crisis migratoria en Europa.

#### Unión Europea
Weidel está a favor de que Alemania siga siendo parte de la Unión Europea, con la condición de que a los países económicamente débiles, como Grecia, se los expulse o se retiren. Y, aunque apoya a la UE, también cree que Alemania debería retirarse de la eurozona.

#### Asuntos LGBT+
Weidel se ha manifestado con un discurso cercano al conservadurismo LGBT, oponiéndose a la educación sexual a los niños antes de la pubertad: «No quiero que nadie se acerque a mis hijos con su idiotez de género o sus primeras clases de sexualización».
Está en contra de legalizar el matrimonio entre personas del mismo sexo, afirmando que apoya la protección de la «familia tradicional» a la vez que está a favor de «otros estilos de vida». Apoya la unión civil para parejas homosexuales y lesbianas, indicando que ella misma es lesbiana.

### Controversias

#### Incidente de "corrección política"
En abril de 2017, Weidel criticó la corrección política, alegando que pertenecía al «basurero de la historia». En respuesta, el 27 de abril, el presentador de televisión Christian Ehring del programa satírico extra 3 abordó esto, diciendo: «¡Es cierto! Pongamos fin a la corrección política. La zorra nazi tiene razón. ¿Fue lo suficientemente incorrecto? ¡Eso espero!». Weidel demandó al canal buscando prohibir la retransmisión del programa, y el 17 de mayo el Tribunal de Distrito de Hamburgo falló en su contra, declarando que una figura pública como ella debería tolerar las críticas exageradas. Weidel no estuvo de acuerdo con la decisión y prometió llevarla al Oberlandesgericht (Tribunal Superior Regional). Hasta septiembre de 2017, no se habían tomado más medidas.

#### Incidente de inmigración ilegal
Un informe de septiembre de 2017 de Die Zeit afirmó que Weidel había contratado ilegalmente a una refugiada siria para hacer las tareas domésticas en su casa de Suiza. El informe también alegaba que la solicitante de asilo no tenía un contrato de trabajo escrito ni facturas por su trabajo. Weidel respondió en un tuit que el informe de Die Zeit era una noticia falsa, y el abogado de Weidel declaró que tenía una visitante siria en su casa, pero como invitada, no como trabajadora.

## Familia y vida personal
La familia de Weidel procede por parte del padre de Leobschütz, en Alta Silesia. Su padre, Gerhard Weidel, nació en la Alta Silesia en enero de 1939 y huyó a Verl, en Westfalia Oriental, con su madre y su hermana en febrero de 1945. En 1972 fundó una agencia comercial de muebles de oficina y trabajó como representante de ventas de muebles, mobiliario y antigüedades El abuelo de Weidel, Hans Weidel, era doctor en Derecho y funcionario nazi. Ingresó en el NSDAP a finales de 1932 y en las SS en enero de 1933. Como «partidario leal del movimiento», se presentó en 1937 al cargo de administrador del distrito de Neustadt in Oberschlesien (hoy Prudnik, Polonia) por recomendación de los garantes nazis. Desde 1941, fue juez del ejército y uno de los 3000 jueces de la justicia militar nazi, y desde 1944, juez jefe del Estado Mayor. Tras la guerra, trabajó como abogado en Gütersloh. Alice Weidel declara que no tuvo contacto con su abuelo «debido a la disonancia familiar» y que no sabía nada de su pasado.
Según sus declaraciones, Weidel tiene su residencia principal y domicilio fiscal en Überlingen, a orillas del lago de Constanza, en Baden-Wurtembergref>Kälin, Kari (17 de agosto de 2019). «Heimlicher Umzug: Alice Weidel wohnt wieder in der Schweiz» [Traslado secreto: Alice Weidel vuelve a vivir en Suiza]. Aargauer Zeitung (en alemán). Consultado el 28 de noviembre de 2024.</ref> Según las autoridades suizas, en 2017 también estuvo empadronada en Biel (Berna), donde también pagó impuestos. Weidel, que es lesbiana y rechaza ser etiquetada como queer, mantiene una relación con Sarah Bossard (nacida en 1982) desde 2009 y actualmente la pareja está registrada como unión civil. Juntas están criando a dos hijos  —el mayor nació en 2012/13— que tienen dos padres diferentes y cuya madre es Bossard Bossard procede de Sri Lanka y fue adoptada a los tres meses de edad por un pastor suizo y su esposa. Como directora de producción de cine y televisión, tenía un «círculo de amigos de izquierdas» en Biel, que perdió cuando se conoció su relación con Weidel. Según Weidel, surgieron diversos tipos de animadversión contra la familia a causa de sus declaraciones políticas, por lo que la familia se trasladó a Einsiedeln, en el cantón de Schwyz, en 2018.
Weidel fue miembro de la Sociedad Friedrich A. von Hayek hasta enero de 2021.
Tanto en privado como en el partido,  se conoce a Weidel  por su apodo «Lille».

## Publicaciones
- Das Rentensystem der Volksrepublik China: Reformoptionen aus ordnungstheoretischer Sicht zur Erhöhung der Risikoresistenz, de la serie Schriften zur Nationalökonomie. Verlag P.C.O., Bayreuth 2011, ISBN 978-3-941678-25-5.
- Artículo Der Euro ist kein Integrationsvehikel für Europa, en el libro Gesundheitsökonomie und Wirtschaftspolitik: Festschrift zum 70. Geburtstag von Prof. Dr. Dr. h.c. Peter Oberender de Georg Rüter, Lucius & Lucius, Stuttgart 2011, ISBN 3-8282-0543-7, S. 188–200.